# Боково (Тюменская область)
Боково — село в Викуловском районе Тюменской области России. Входит в состав Березинского сельского поселения.

## История
В «Списке населенных мест Российской империи» 1871 года издания (по сведениям 1868—1869 годов) населённый пункт упомянут как казённая деревня Бокова Ишимского округа Тобольской губернии, при речке Ике, расположенная в 145 верстах от окружного центра города Ишим. В деревне насчитывалось 90 дворов и проживало 505 человек (233 мужчины и 272 женщины).
В 1926 году в деревне имелось 164 хозяйства и проживало 742 человека (349 мужчин и 393 женщины). Функционировала школа I ступени. В административном отношении являлась центром Боковского сельсовета Викуловского района Ишимского округа Уральской области.

## География
Село находится в восточной части Тюменской области, в таёжной зоне, в пределах юго-западной части Западно-Сибирской низменности, на левом берегу реки Ик (приток реки Ишим), на расстоянии примерно 18 километров (по прямой) к западу от села Викулова, административного центра района. Абсолютная высота — 69 метров над уровнем моря.
Климат
Климат континентальный с суровой холодной зимой. Годовое количество осадков — 417 мм. Средняя температура января составляет −18,9 °C, июля — +18 °C. Продолжительность периода с
устойчивым снежным покровом — 161 день.
Часовой пояс
Село Боково, как и вся Тюменская область, находится в часовой зоне МСК+2. Смещение применяемого времени относительно UTC составляет +5:00.

## Население
| 2010 |
| ---- |
| 288  |

Гендерный состав
По данным Всероссийской переписи населения 2010 года в гендерной структуре населения мужчины составляли 46,2 %, женщины — соответственно 53,8 %.
Национальный состав
Согласно результатам переписи 2002 года, в национальной структуре населения русские составляли 90 % из 298 чел.

## Улицы
Уличная сеть села состоит из трёх улиц и одного переулка.